# Ocean Drive
Pour le groupe français voir Ocean Drive
Ocean Drive est une rue de Miami Beach, en Floride. Située dans le quartier de South Beach, elle est connue pour ses hôtels de style art déco qui dominent la rue.

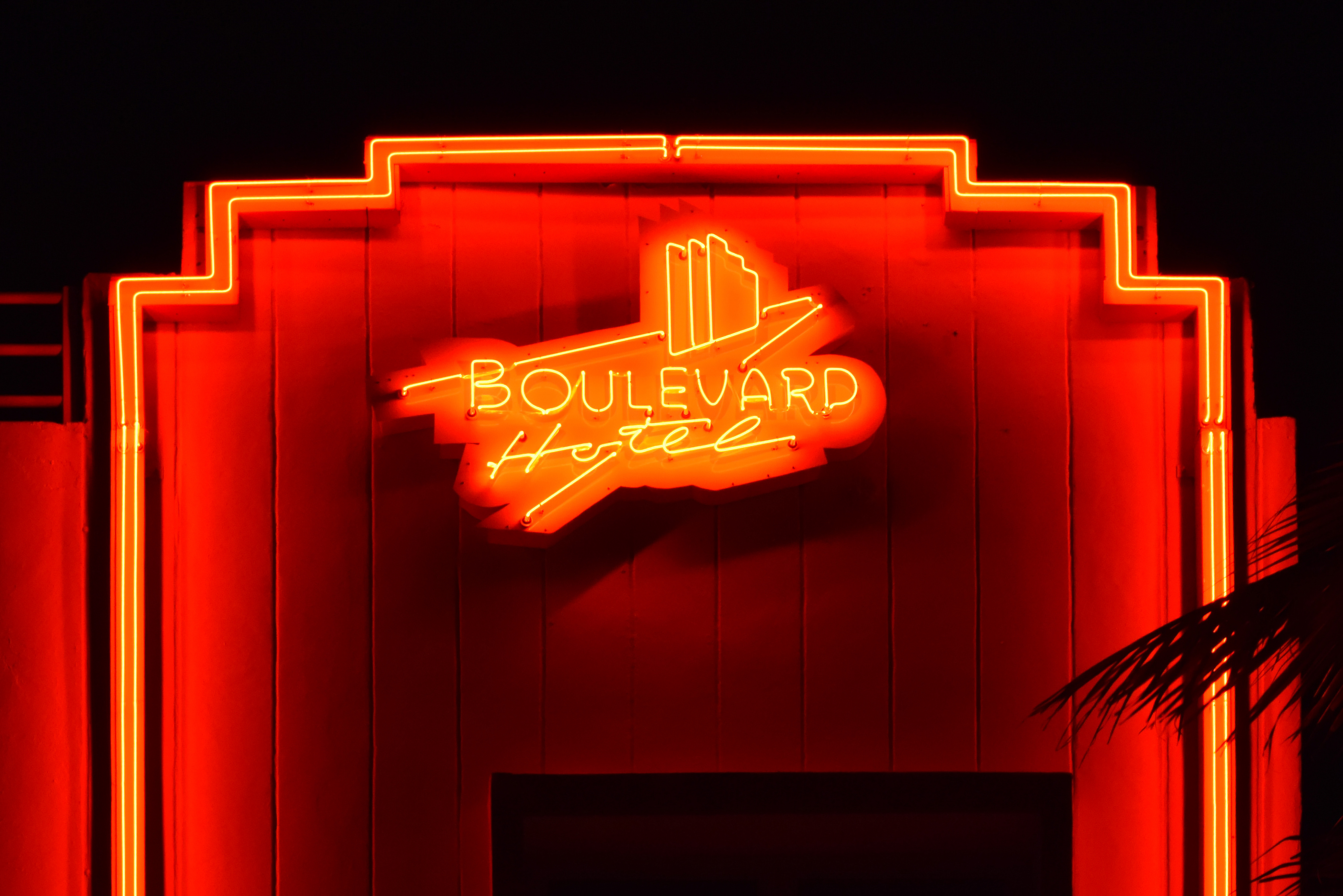
Enseigne d'un hotel sur l'Ocean Drive. Aout 2018.

Un des édifices les plus célèbres d'Ocean Drive est la Casa Casuarina, hôtel particulier des années 1930 et ancienne propriété de Gianni Versace.